# Hofkapelle (Hinterbaumberg)

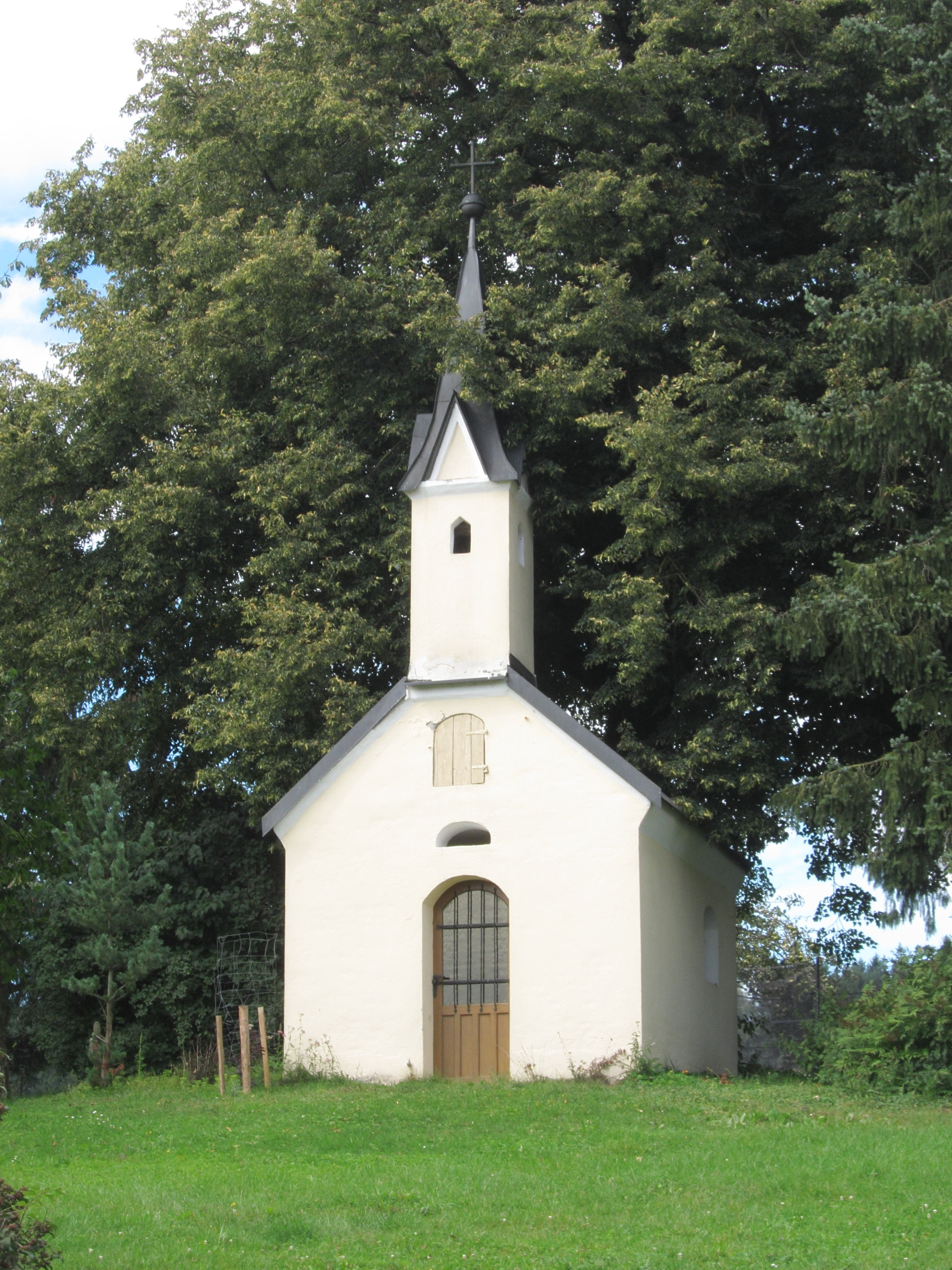
Hofkapelle in Hinterbaumberg

Die Hofkapelle in Hinterbaumberg, einem Gemeindeteil von Fraunberg im oberbayerischen Landkreis Erding, wurde 1721 errichtet und um 1875 verändert. Die Hofkapelle ist ein geschütztes Baudenkmal.
Der Massivbau mit Satteldach und hohem Dachreiter mit Zeltdach, der von einem Dachknauf mit Kreuz bekrönt wird, hat eine ebenfalls denkmalgeschützte Ausstattung.